# Mbini
Mbini (Mbini en llengua fang; Río Muni en castellà) és la regió continental de la Guinea Equatorial. Confronta amb el Gabon a l'est i al sud, amb el Camerun al nord i amb l'oceà Atlàntic a l'oest. La seva capital administrativa és Bata.
Té una extensió d'uns 26.000 km² i una població d'1.159.468 habitants en 2013. La ciutat més important és Bata. Altres ciutats d'importància són: Evinayong, Ebebiyín, Acalayong, Acurenam, Mongomo, Sevilla de Niefang, Valladolid de los Bimbiles i Mbini.
L'ètnia Fang hi és la predominant. Políticament està subdividit en quatre províncies equatoguineanes: Centre Sud, Kié-Ntem, Litoral i Wele-Nzas.

## Història
Aquest territori fou part dels territoris nominalment cedits per Portugal a Espanya el 1777 en dos acords: el Tractat de San Idelfonso i el Tractat del Pardo. En realitat la cessió era nominal atès que no fou ocupada per Espanya en aquell moment. El 1843 quan va reclamar l'illa de Fernando Poo (i altres illes com Annobón o Corisco), un altre territori que se li havia cedit Portugal al mateix temps, va fer un intent d'establir la seva sobirania, amb un tractat amb el rei de Corisco i cap de San Juan (que és el nas que forma l'actual territori continental de Guinea), però de moment no va arrelar; l'intent es va reproduir el 1858 (vegeu Corisco).
El 26 de febrer de 1885, com a resultat de la Conferència de Berlín, la part continental (amb el nom de Río Muni a causa del riu situat a la costa sud del cap San Juan) és assignada a Espanya que la incorpora al govern de Fernando Poo. La qüestió dels límits amb el Camerun i sobretot amb el Congo francès va ser laboriosa. Els francesos van renunciar a les seves reclamacions al territori el 27 de juny de 1900 pel tractat de París, però el territori assignat, que Espanya considerava que era d'uns 300.000 km² va quedar reduït a 26.000 km². L'acord fou ratificat el 22 de març de 1901.
L'1 d'octubre de 1904 els territoris espanyols foren dividits en tres subcolònies: Río Muni, Fernando Poo, i Elobey, Annobón i Corisco. I el conjunt va prendre el nom de Territoris Espanyols del Golf de Guinea (Territorios Españoles del Golfo de Guinea). El governador general era el de Fernando Poo, i amb subgovernadors a les altres dues parts. L'11 d'agost de 1926 la subcolònia d'Elobey, Annobón i Corisco fou suprimida i es van mantenir un subgovernador per Río Muni amb seu a Bata.
En la guerra civil espanyola els elements franquistes van prendre el control de Río Muni el 14 d'octubre, 19 dies després que ho havien fet a Fernando Poo. El 21 d'agost de 1956 es va crear la província d'Ultramar del Golf de Guinea (sense modificar gairebé l'administració preexistent) que va esdevenir la Regió Equatorial Espanyola el 20 d'agost de 1959 dividida en dues províncies: Fernando Poo (incloent Annobón) i Río Muni (incloent Elobey i Corisco). Van passar uns mesos fins que fou nomenat el primer governador provincial a Río Muni (a Fernando Poo els governadors del Golf de Guinea amb seu a Fernando Poo van seguir exercint de facto com a governadors de Fernando Poo (les regions no tenien govern, eren merament administratives) tal com feien abans. L'1 de setembre de 1960 va quedar constituïda a la ciutat de Bata la Diputació Provincial de Riu Muni, el primer president de la qual va ser José Vedú.
El 1963 la Regió Equatorial Espanyola va passar a ser la Guinea Equatorial Espanyola amb un govern local autònom que va prendre possessió el maig de 1964 però sense poders sobre l'administració provincial. La província (com la de Fernando Poo) fou transferida per Espanya a la nova república de Guinea Equatorial a la seva independència el 12 d'octubre de 1968, però va seguir existint com una de les províncies del nou país, dividida en quatre districtes. Després del cop d'estat de 1979 la província fou anomenada Mbini i elevada a regió, mentre els districtes passaven a ser províncies.

## Governadors provincials civils
- 1960-1961 Manuel Cervera Cabello
- 1961-1964 Víctor Suances Díaz del Río
- 1964-1968 Simón Ngomo Ndumu Asumu